# つながるラジオ
『つながるラジオ』は、NHKラジオ第1放送とNHKワールド・ラジオ日本で2008年3月31日から2013年3月21日まで放送されていたラジオ番組。

## 概要
タイトルからもわかるように「双方向性」を特に重視したラジオ番組。
NHKワールド・ラジオ日本は当初は16時台のみの放送だったが、衛星ラジオについては2009年度より国内と同一時間帯の放送となる。大相撲中継期間中は16時台のみ休止。高校野球中継期間中、国会中継（党首討論など一部を除く）は放送短縮か休止となり休止時間は別番組に差し替えとなる。ラジオ第1で高校野球全国大会中継が雨天中止の場合は別番組差し替えは休止し本番組を通常通り放送。オープニングテーマBGMは同じ曲であるが、月〜木と金曜日で音程が異なる。
2007年度まで放送された『ラジオほっとタイム』の大部分を引き継いでいる。
なお、放送総局長・石田研一が2013年1月期定例会見において2013年度の番組改編を発表したことで、この番組は2013年3月をもって5年の放送に幕を閉じた。後番組は山田まりやをメインパーソナリティとした『午後のまりやーじゅ』。

## 放送時間
- 月曜～金曜　14:40〜16:55（JST）

### 休止事例
- 祝日は特集番組のため休止。
- 国会中継・大相撲中継・高校野球中継のために放送短縮、休止の場合あり。高校野球全国大会が雨天中止の場合は過去に放送されたコーナーの中からセレクション番組として放送。
- 2011年3月14日～18日は東北地方太平洋沖地震（東日本大震災）のニュースを中心に15:00～16:55と内容を変更し、FM放送でもステレオ放送で同時放送された。16時台はリクエスト音楽を中心に放送した。

### 飛び降り・飛び乗り
- 函館局は木曜の14時台にまるごと『どどんと道南ラジオ』を編成しているため、この場合に限り15時台からの放送。
- 仙台局は2011年度まで、金曜に『情報ボックスみやぎ』を編成していたため、この場合に限り15時台で終了していた。2012年度からはこの番組の後に『宮城100%井戸端ラジオ ゴジだっちゃ!』を編成したため、完全放送に移行。
- 近畿2府4県は15時台で終了し、16:05から『関西ラジオワイド』を放送。ただし震災直後（前述の期間）はこの番組を完全放送した。

## パーソナリティ
基本的に『ふるさとラジオ』との兼任。
- 柿沼郭（NHKアナウンサー、番組開始当初から）
- 柴原紅（前NHK仙台放送局契約キャスター、2012年度から）

過去
- 石山智恵（番組開始当初から2011年度まで）
降板後は、BS-TBSで『女子才彩』の司会を担当している。また、2012年7月27日～8月14日の19日間には、通しでNHKワールド・プレミアム向けのロンドンオリンピックハイライト番組でキャスターを担当し、約4か月ぶりにNHKの番組を担当していた。[2]

## タイムテーブル
- 正時・30分時には全国のニュース（後者は祝日を除く）、55分にはローカルニュースがそれぞれ入る。

### 14時台
つながる広場
14時40分からスタートしているため、事実上のオープニング。リスナーからのおたよりなどを紹介していた。
ラジオなぞかけ問答
- メインの一方が読み上げでもう一方は判定を1本の投稿句につき交互に行う。
- 判定の「ポン」という音は内容の結果により6段階（最初の5段階は「ポン」の打つ回数）あり、満点の評価では「ポン」の8連打（通称「8ポン」）の後に「よーっ!」という声が入る。稀ではあるが、あまり反応がなかったときは「ヒュー、コン」という金属音（SE）が流れる。
- お題は月替りが1つ、週替りは3つそれぞれ出される。なお、週替りのお題は国会中継や特設ニュースその他特別番組の関係で1回も行われていない場合または1・2回程度しか行われていない場合は翌週も同じお題で引き続き行われていた。

### 15時台
いずれも15:10ごろから。
電話相談（月～水。2009年度までは木曜日も放送していた）
主に柴原紅が担当。
ことばの宝船（月〜水）
2012年10月1日開始。新たに言葉担当アナウンサーとなった杉原満が総合テレビ『お元気ですか日本列島』と連動し、スタジオで日本語に関する生トークを展開していた。
木曜ワイド（木。16時台も放送）
ロックンローラー近田春夫の歌謡曲って何だ?（金。16時台も放送）
主に柴原が近田の相手をする。
2013年3月に「つながるラジオ」が終了後も、後継番組の「午後のまりやーじゅ」金曜日でも継続して放送。

### 16時台
いずれも16:05ごろから。
ラジオ井戸端会議（月～水）
木曜ワイド（木）
15時台からの継続。
ロックンローラー近田春夫の歌謡曲って何だ?（金）
15時台からの継続。

### 過去のコーナー
気になることば（月～水）
“ことばおじさん”として親しまれた梅津正樹アナが、自身出演の『お元気ですか日本列島』と連動し、ラジオセンターのスタジオで日本語に関する生トークを展開していた。2012年9月26日を最後に終了。

### 期間限定企画
- 年末には「ふるさと発暮らしこの1年」と題し、主に15・16時台を中心として全国8ブロック（必ずしも北、あるいは南から順番ではなく、ランダムで放送）に分けて、地域の視点から見たその年について、各地域拠点局のアナウンサーや記者、およびその地域にゆかりのある著名人による解説やトークを通して振り返っていた。
- 大晦日（12月31日）は「ふるさとラジオ」との合同による「大晦日スペシャル」として、当番組で取り上げた1年間の話題をピックアップして、その後の追加取材を交えた総集編と、全国各地の高速道路帰省交通情報（日本道路交通情報センター東京本部から中継。年度によっては東京以外の基幹地域センターをつなぐリレー形式となる場合あり）、年末年始の観光情報を取り上げていた。